# Meslay-du-Maine
Meslay-du-Maine [mɛlɛ dy mɛn] ist eine französische Gemeinde mit 2.784 Einwohnern (Stand 1. Januar 2022) im Département Mayenne in der Region Pays de la Loire. Sie gehört zum Arrondissement Château-Gontier und zum Kanton Meslay-du-Maine.

## Lage
Meslay-du-Maine liegt rund 20 Kilometer südöstlich von Laval am Ufer des Flüsschens Vassé. An der nordöstlichen Gemeindegrenze verläuft der Buru.
Nachbargemeinden sind:
| Arquenay           |                                             | Saint-Denis-du-Maine |
| Le Bignon-du-Maine | Kompassrose, die auf Nachbargemeinden zeigt | La Cropte            |
|                    | Saint-Charles-la-Forêt                      | Le Buret             |

## Bevölkerungsentwicklung
| Jahr      | 1962 | 1968 | 1975 | 1982 | 1990 | 1999 | 2009 | 2019 |
| Einwohner | 1693 | 1676 | 1981 | 2201 | 2418 | 2612 | 2726 | 2808 |

## Sehenswürdigkeiten
- romanische Kirche Saint-Pierre et Saint-Paul, Turm aus dem Jahr 1629
- Schloss Les Arcis (16. Jahrhundert)

## Gemeindepartnerschaft
Im Jahr 1974 schloss Meslay eine Partnerschaft mit der ehemaligen Gemeinde Aldingen am Neckar, die nach dem Zusammenschluss Aldingens mit seinen Nachbargemeinden bereits 1975 auf die heutige Stadt Remseck am Neckar (Baden-Württemberg) überging.

## Camp de Meslay-du-Maine
Im September 1939, mit dem Ausbruch des Zweiten Weltkriegs, begannen in Frankreich die Internierungen deutscher und österreichischer Männer – egal, ob es sich um Anhänger des Nationalsozialismus handelte oder um erklärte Antifaschisten. Für die Region Paris war das dafür vorgesehene Sammelzentrum das Stade de Colombes in der Stadt Colombes im Großraum von Paris. Von hier aus erfolgten dann die Transfers der Internierten in Lager an anderen Standorten.

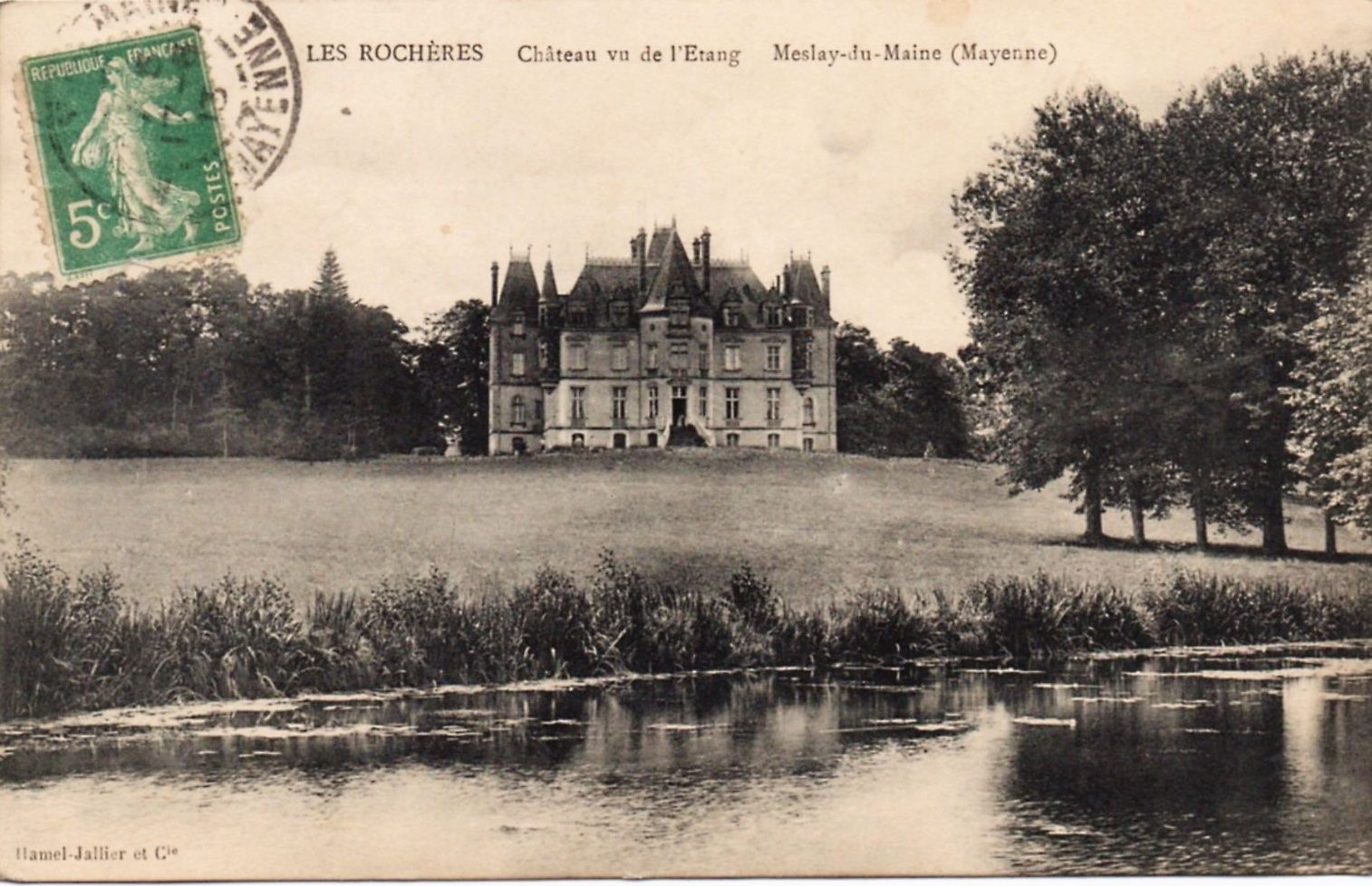
Châteaux des Rochères

Meslay-du-Maine war einer der Orte, in die Internierte aus dem Stade de Colombes verlegt wurden. Die Vorbereitungen für ein Internierungslager liefen hier bereits seit Anfang 1938, und spätestens seit April 1939 stand fest, dass das Lager in dem Gemarkungsteil Les Rochères eingerichtet werden soll. Es handelte sich dabei um ein 5 ha großes Gelände, zu dem auch das Châteaux des Rochères gehörte. Der Bürgermeister von Meslay-du-Maine erhielt am 28. August 1939 den Befehl zur Beschlagnahmung des Geländes.:S. 120 Drei Wochen später trafen hier mit dem größten Interniertentransport aus dem Großraum Paris etwa 2.000 Menschen ein.:S. 217 Sie fanden ein lediglich von Stacheldraht umgebenes Gelände vor, in dem sie am Anfang ohne jeglichen Schutz auf der Wiese schlafen mussten; lediglich für die Kranken stand ein Jahrmarktszelt zur Verfügung.:S. 223 Albert Mary Dubuc, der spätere Lagerleiter, beschrieb die Situation wie folgt: 

„Am Montag, dem 18. und Dienstag, dem 19. desselben Monats kamen die erwarteten zweitausend Ausländer auf einem völlig kahlen Gelände an, und zwei Wochen später machten sie Bekanntschaft mit einem hartnäckigen und unbesiegbaren Feind, dem Schlamm. Der Skandal des Camps Les Rochères sollte beginnen! [...] Fast einen Monat lang wurde das von zweitausend Männern zertrampelte Gelände zu einer stinkenden Kloake.  Der Schlamm, der zum Feind Nummer eins des Lagers geworden war, drang in alles ein.  Von allen Seiten sprudeln Quellen hervor.  Das Stroh der Männer wird zu einer regelrechten Kloake.  Ratten tauchen auf. Die Abortgruben füllen sich innerhalb weniger Stunden und bedrohen das Lager. Die Männer in einer solchen Situation zu lassen, ist wirklich unmenschlich!“

Mitte Oktober 1939 waren nach einem Sturm die Verhältnisse so unhaltbar geworden, dass das Lager an einen neuen Standort verlegt werden musste. Statt in Zelten wie bisher, wurden die Internierten nun in festen Baracken auf dem Bauernhof La Poterie untergebracht, der sich 10 km vom Bahnhof Meslay entfernt befand.:S. 121 Bei Eggers findet sich für dieses Lager auch der Name Neu-Meslay.:S. 223
Peschanski liefert eine genaue Übersicht über die Nationbalitäten der in Meslay internierten:S. 123:
- Deutsche = 349
- Österreicher = 1 311
- Saarländer = 200
- deutsche Flüchtlinge = 89
- Total = 1 949

Sie waren innerhalb des Lagers fünf Kompanien zusammengefasst, die jeweils einen ausländischen Kompaniekommandanten und einen Gruppenführer hatten.
1. Kompanie = 349 Deutsche
2. Kompanie = 461 Österreicher
3. Kompanie = 200 Saarländer und 89 deutsche Flüchtlinge (aufgeteilt in zwei getrennten Einheiten)
4. Kompanie = 428 Österreicher
5. Kompanie = 422 Österreicher. 
Die Anzahl der Lagerinsassen verringerte sich bis zum . November 1939 auf 1.530, mit denen man laut Dubuc „alles unternehmen [konnte], außer dem Bau eines Lagers“.:S. 124 Er schätzte den Anteil der Arbeiter auf 50 Personen und zählte in seinen Erinnerungen viele Menschen mit künstlerischen oder wissenschaftlichen Berufen aus. Vor diesem Hintergrund wundert es nicht, dass es im Lager trotz der nach wie vor unzureichenden Lebensbedingungen ein reichhaltiges kulturelles Leben im Camp gab sowie vielfältige sportliche Aktivitäten.:S. 124 ff.
Am 13. Januar 1940 trat ein Dekret in Kraft, das die Aufteilung der in Meslay internierten in zwei Gruppen zur Folge hatte. in Prestataires und Nicht-Prestataires. Prestataires waren Männer, die sich bereit erklärten, als Zivilarbeiter unter militärischer Aufsicht die französische Armee oder die in Frankreich kämpfenden britischen Truppen zu unterstützen (kein Dienst mit der Waffe). In der Folge wurde Meslay ab Februar 1940 ein Prestatairelager und Albert Mary Dubuc dessen stellvertretender Kommandant.:S. 119 Wer sich dem Dienst als Prestataire oder der Verpflichtung zur Fremdenlegion verweigerte, wurde in das Lager Damigny überstellt.:S. 223 f.
Am 1. Mai 1940 wurde Dubuc Lagerkommandant und leitete dessen Evakuierung, die angesichts des deutschen Vormarschs am 17. Juni 1940 begann.:S. 119 Die Internierten wurden erst Richtung Angers, dann Richtung Albi verlegt.
Dubuc drehte 1939 einen knapp zehnmünitigen Film, der im ersten Teil Alltagsszenen aus Meslay festhielt. Im zweiten Teil gibt es Aufnahmen aus dem verlassenen Lager Les Rochères und Szenen aus dem Nachfolgelager La Poterie. In Meslay kümmert sich der Verein Histoire et Mémoire um das Gedenken an das Internierungslager und gestaltete 2020 eine Ausstellung darüber.
Unter den in Meslay-du-Maine Internierten waren:
- Leon Askin (1907–2005), Schauspieler, er durfte nach sechs Monaten das Lager verlassen, weil sein US-Visum eingetroffen war.
- Karl Farkas (1893–1971), Wiener Schauspieler und Kabarettist
- Johnny Friedlaender (1912–1992), Grafiker und Radierer, kehrte nach Kriegsende nach Paris zurück
- Norbert Mühlen (1909–1981), Widerstandskämpfer, ihm gelang die Flucht in die USA
- Egon Neumann (1894–1948), österreichischer Komponist und Kapellmeister
- Heinrich Rodenstein (1902–1980), Pädagoge, Exilant und Bildungspolitiker

## Persönlichkeiten
- Philippe Médard (1959–2017), Handballspieler